# The Genius of Vivaldi, Mozart, Beethoven
The Genius of Vivaldi, Mozart, Beethoven è il tredicesimo album in studio dei Rondò Veneziano, pubblicato nel 1990 dalla Baby Records-Cleo Music AG. La BMG Ariola ha distribuito internazionalmente l'album in tre dischi separati intitolati Concerto per...

## Descrizione
Si tratta del primo album di cover, in tre dischi, tratte dal repertorio classico e barocco: il progetto è esplicato nelle note del cofanetto.
Il gran numero di opere da essi create nell'arco della loro vita artistica, comporterebbe una notevole quantità di ore di ascolto sia dal vivo nei teatri d'opera sia attraverso la riproduzione discografica.
La collana propone dunque all'ascoltatore i temi più noti o meritevoli di essere conosciuti, tratti dalle opere più significative di Mozart, Vivaldi, Beethoven offrendo una panoramica musicale che espone la varietà di espressione di ciascun autore. [...]
I brani proposti contengono materiale già sufficiente a far sì che l'appassionato venga stimolato a conoscere per intero le singole composizioni o ad ampliare egli stesso il processo di selezione.
I temi e il loro ordine di successione sono stati arrangiati seguendo le stesse caratteristiche armoniche, ritmiche e dinamiche delle composizioni originali. Nessuna aggiunta è stata arbitrariamente inserita e ciascun collegamento avviene sempre con materiale originale dell'autore.
Soltanto nel caso di opere scritte per pianoforte, si è provveduto ad orchestrarle per avere una continuità sonora più omogenea. La collezione offre una sequenza di perle in una nuova e non convenzionale presentazione che tutti, amatori e conoscitori, possono gradire con brani musicalmente completi a prescindere dal loro significato rapportato all'opera originale.»
Il disco stato prodotto dalla P.E.M. GmbH di Vienna e da Gian Piero Reverberi.
I brani sono stati registrati e mixati da Klaus Strazicky ai Country Lane Studios di Monaco di Baviera.
Gli arrangiamenti dei medley sono di Ivano Pavesi e la direzione d'orchestra di Gian Piero Reverberi.

## Tracce

### The Genius of Vivaldi / Concerto per Vivaldi
1. Autunno (Antonio Vivaldi e Ivano Pavesi) - 6'51
2. Inverno (Antonio Vivaldi e Ivano Pavesi) - 3'15
3. Estro armonico (Antonio Vivaldi e Ivano Pavesi) - 4'43
4. Il piacere (Antonio Vivaldi e Ivano Pavesi) - 3'05
5. La cetra (Antonio Vivaldi e Ivano Pavesi) - 2'40
6. Primavera (Antonio Vivaldi e Ivano Pavesi) - 6'26
7. Cimento dell'armonia (Antonio Vivaldi e Ivano Pavesi) - 3'14
8. Estate (Antonio Vivaldi e Ivano Pavesi) - 5'34
9. La stravaganza (Antonio Vivaldi e Ivano Pavesi) - 4'27

### The Genius of Mozart / Concerto per Mozart
1. Così fan tutte (Wolfgang Amadeus Mozart e Ivano Pavesi) - 4'09
2. Don Giovanni (Wolfgang Amadeus Mozart e Ivano Pavesi) - 7'25
3. Sonata (K. 545) (Wolfgang Amadeus Mozart e Ivano Pavesi) - 2'24
4. Serenata (Parte I) (Wolfgang Amadeus Mozart e Ivano Pavesi) - 3'59
5. Serenata (Parte II) (Wolfgang Amadeus Mozart e Ivano Pavesi) - 5'27
6. Jupiter (Parte I) (Wolfgang Amadeus Mozart e Ivano Pavesi) - 4'51
7. Jupiter (Parte II) (Wolfgang Amadeus Mozart e Ivano Pavesi) - 7'21
8. Linz Symphonie (Wolfgang Amadeus Mozart e Ivano Pavesi) - 3'12
9. Il flauto magico (Parte I) (Wolfgang Amadeus Mozart e Ivano Pavesi) - 3'55
10. Il flauto magico (Parte II) (Wolfgang Amadeus Mozart e Ivano Pavesi) - 4'00

### The Genius of Beethoven / Concerto per Beethoven
1. Coriolan (ouverture) (Ludwig van Beethoven e Ivano Pavesi) - 5'53
2. Romanza (Ludwig van Beethoven e Ivano Pavesi) - 5'03
3. Chiaro di luna (Parte I) (Ludwig van Beethoven e Ivano Pavesi) - 4'43
4. Chiaro di luna (Parte II) (Ludwig van Beethoven e Ivano Pavesi) - 4'25
5. Pastorale (Ludwig van Beethoven e Ivano Pavesi) - 5'07
6. Sonata a Kreutzer (Ludwig van Beethoven e Ivano Pavesi) - 6'33
7. Apoteosi della danza (Ludwig van Beethoven e Ivano Pavesi) - 3'22
8. Piano concertos (Ludwig van Beethoven e Ivano Pavesi) - 5'06

## Classifiche
| Paese    | Posizione raggiunta |
| -------- | ------------------- |
| Germania | 14                  |
| Svizzera | 11                  |